# Schneeheide
Die Schneeheide (Erica carnea), auch Winterheide oder Frühlingsheidekraut genannt, ist eine Pflanzenart aus der Gattung der Heidekräuter (Erica) innerhalb der Familie der Heidekrautgewächse (Ericaceae). Sie gedeiht in den Gebirgen West-, Mittel- und Südosteuropas und kommt in Marokko vor. Viele Sorten werden als Zierpflanzen verwendet.

## Beschreibung

### Vegetative Merkmale

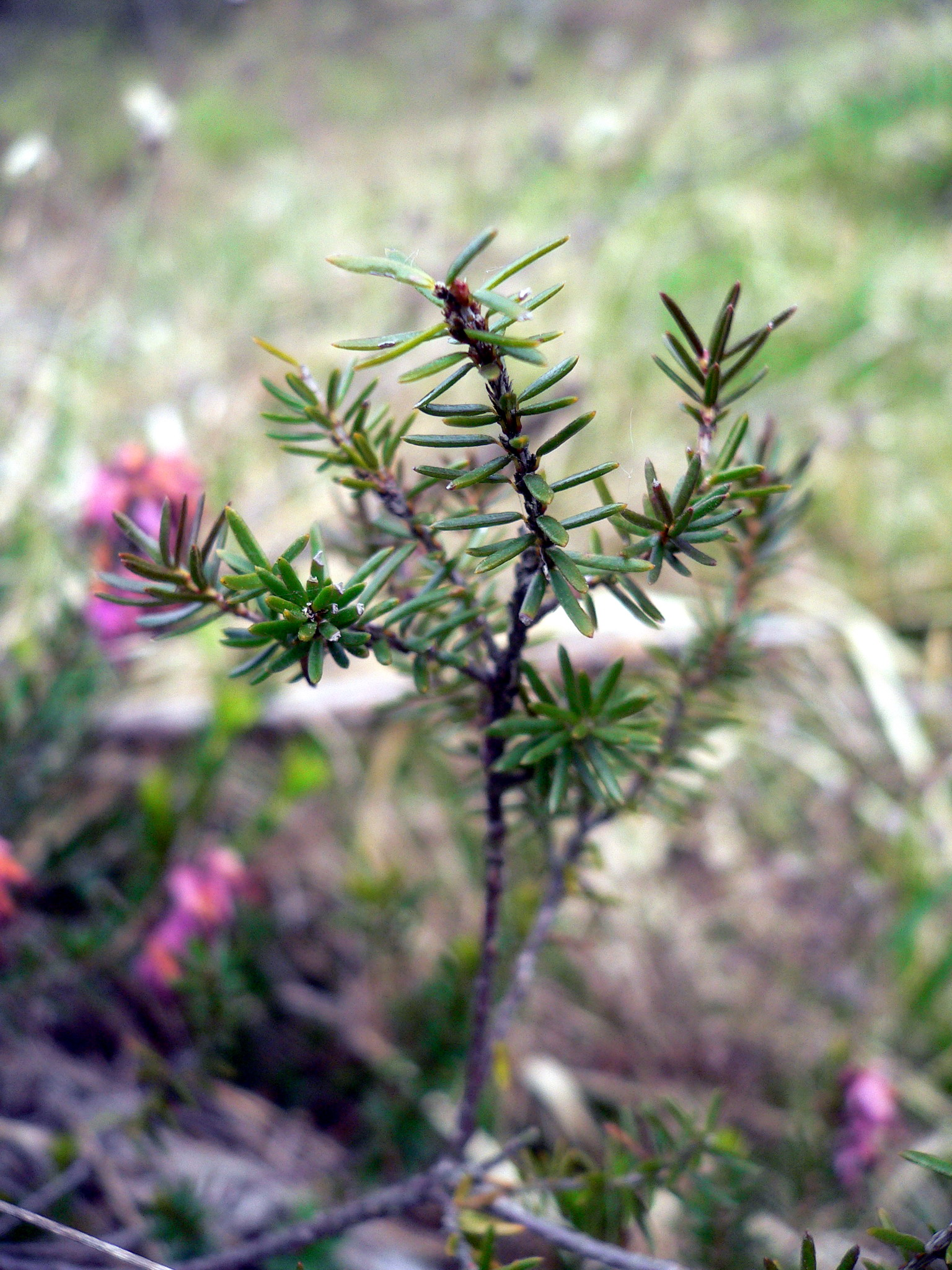
Beblätterter Stamm

Die immergrüne Schneeheide bildet niedrige, niederliegende und reich verzweigte Zwergsträucher mit dünnen bogig aufsteigenden Ästchen, die Wuchshöhen von bis zu 30 Zentimetern erreichen.
Die wirtelig zu jeweils viert dicht an den Zweigen angeordneten Laubblätter sind in Blattstiel und -spreite gegliedert. Der Blattstiel ist nur kurz. Die nadelförmige Blattspreite ist im Mittel etwa 7 Millimeter lang, zugespitzt, kahl und glänzend.

### Generative Merkmale

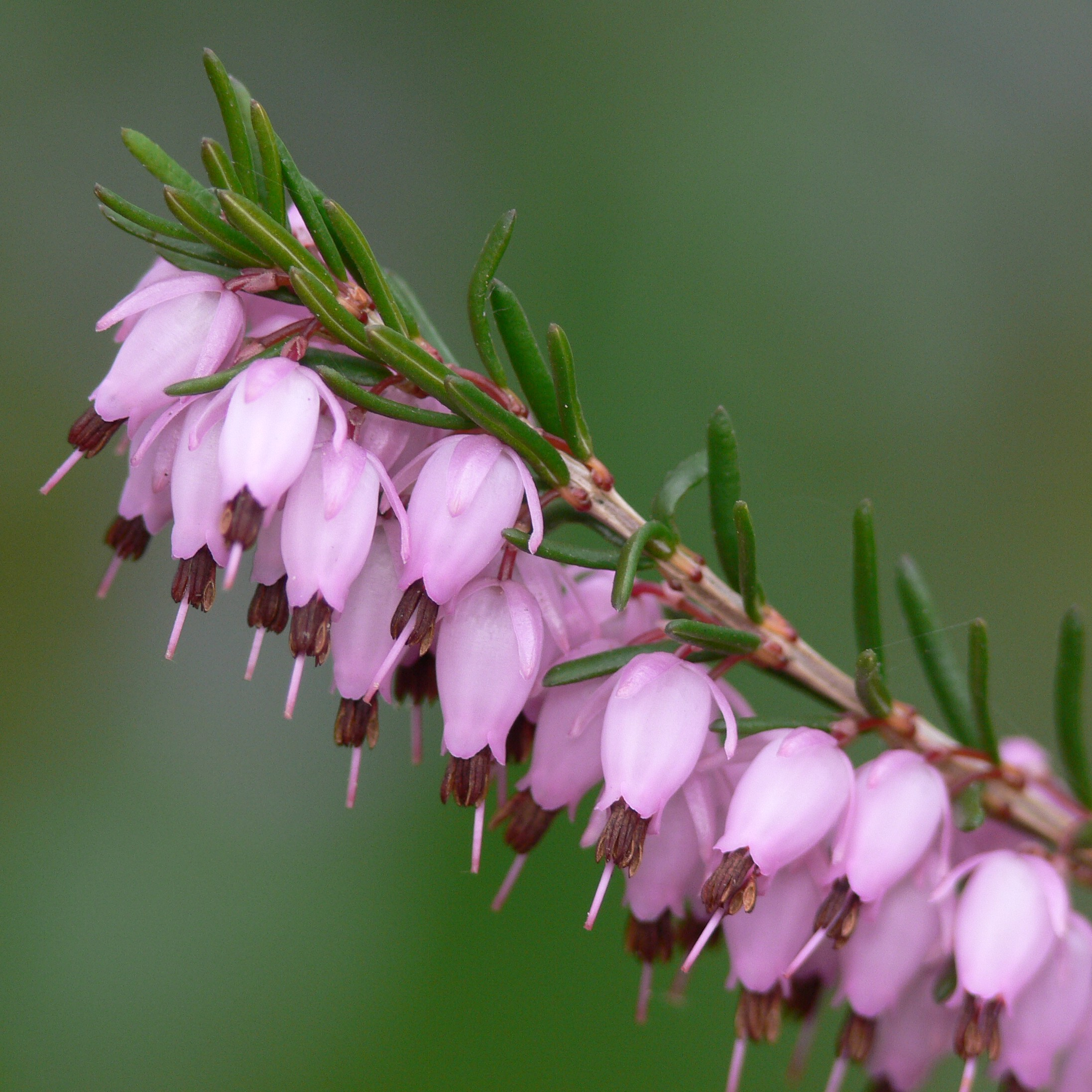
Blütenstand

In einem einseitswendigen, traubigen Blütenstand sind viele nickende Blüten angeordnet. Der Blütenstiel ist so lang oder etwas kürzer als die Blüte, er ist dunkelrot und trägt in halber Länge drei kleine eiförmig-spitze, rötliche Vorblätter.
Die zwittrigen Blüten besitzen eine doppelte Blütenhülle. Die drei rötlich gefärbten Kelchblätter sind trockenhäutig und 3 bis 5 Millimeter lang. Ein Außenkelch ist nicht vorhanden. Die weiße, hellrosa-, rosafarbene bis rötliche Krone weist eine Länge von  5 bis 7 Millimetern auf und ist schmal-glockig geformt. Aus der Blütenkrone ragen die acht dunklen kurz zweispitzigen Staubblätter heraus. Der Fruchtknoten ist zylindrisch, dunkelrot und kahl. Der Griffel überragt die Staubblätter nur wenig.
Die Kapselfrucht ist etwa 2 Millimeter lang und in die Krone eingeschlossen. Die Samen sind bei einer Länge von etwa 0,75 Millimeter länglich, flachgedrückt mit etwas eingedrückten Flügeln.
Die Chromosomenzahl beträgt 2n = 24.

## Ähnliche Arten
Die Schneeheide ist leicht mit anderen Arten zu verwechseln. Von der Besenheide (Calluna vulgaris) unterscheidet sie sich durch die nadelförmigen Blätter, die jeweils zu viert in Quirlen an den verholzten Stängeln sitzen und einen hellen, knorpeligen umgerollten Rand aufweisen. Von der ebenfalls ähnlichen Grauen Heide (Erica cinerea) unterscheidet sie sich von der Blütezeit, denn die Grauheide trägt ihre Blütenstände von Juni bis August.

## Ökologie und Phänologie

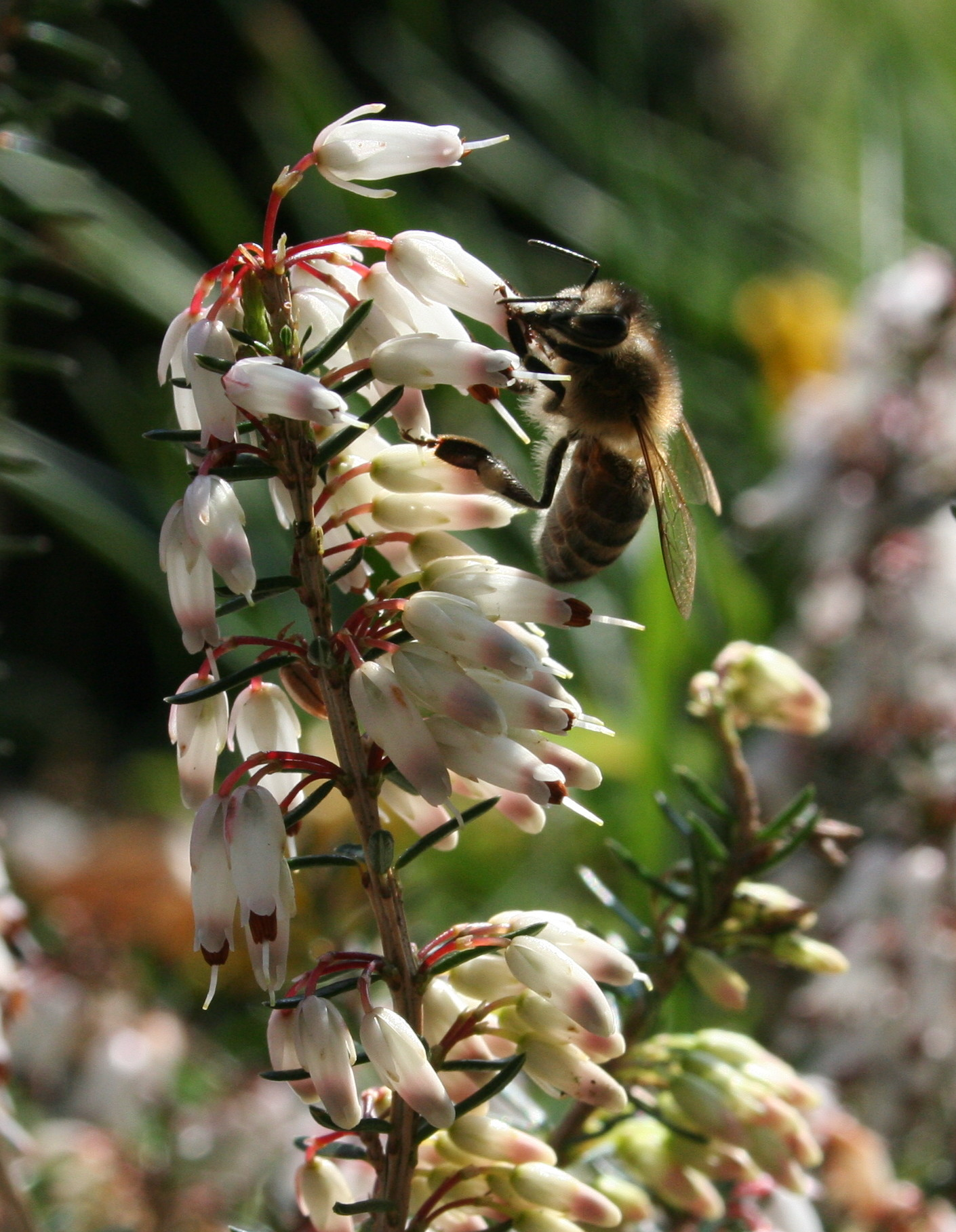
Schneeheide mit Biene

Die Schneeheide bildet in ihrer Heimat ausgedehnte Bestände. Sie ist ein Zwergstrauch mit immergrünen, nadelförmigen Blättern als Anpassung an nährsalzarme Standorte; es liegt also eine Peinomorphose vor. Die Schneeheide lebt in Symbiose mit einem Wurzelpilz vom Typ der „Ericaceen-Mykorrhiza“. Aus diesem Grund muss sie im Garten mitsamt der Topferde eingesetzt werden, damit der für die Schneeheide überlebenswichtige Pilz erhalten bleibt.
Die Schneeheide ist ein Schnee- und Frühblüher. Die Blütezeit reicht von März bis Juni, wird jedoch von Höhenlage und Exposition beeinflusst und kann schon im Februar beginnen. Die Blütenknospen sind bereits im Herbst des Vorjahres ausgebildet. Die Blüten sind „Glockenblumen mit Streueinrichtung“. Die Bestäubung erfolgt durch Tagfalter, Bienen usw. Aufgrund der frühen Blütezeit ist die Schneeheide eine wichtige Bienenweide. Selbstbestäubung ist wohl auch durch die ungeflügelten Männchen des Blasenfußes (Taeniothrips ericae) möglich.
Bei Trockenheit spaltet sich die Fruchtwand der Kapselfrüchte, die in der Blütenkrone verborgen sind, auf, und die Früchte wirken als Windstreuer. Die sehr kleinen, zahlreichen Samen breiten sich als Körnchenflieger aus.
Die Schneeheide gilt auch als Futterpflanze für die Raupen des Heidekrauteulchens und des Heidekraut-Blütenspanners. Sie wird in der Regel nicht alt, immerhin wurde schon ein 33 Jahre altes Sträuchlein beobachtet.

## Vorkommen

### Verbreitungsgebiet
Sie gedeiht in den Gebirgen West-, Mittel- und Südosteuropas und kommt in Marokko vor. Die Schneeheide ist vor allem in den Alpen, aber auch im Alpenvorland anzutreffen. Es gibt Fundangaben von Marokko, Spanien, Frankreich, Sizilien, Italien, der Schweiz, Deutschland, Österreich, Tschechien, Slowenien, Serbien, Kroatien, Montenegro, Albanien, Rumänien, Nordmazedonien und Griechenland.
Sie gedeiht vom Tal bis in die alpine Höhenstufe. In den Allgäuer Alpen steigt die Schneeheide bis in eine Höhenlage von 2423 Meter am Hochrappenkopf in Bayern auf. In Graubünden erreicht sie am Parpaner Rothorn sogar eine Höhenlage von 2650 Metern.

### Standort
Anders als die meisten anderen Heidekrautarten ist sie zumeist auf Kalkböden und besonders häufig auf Dolomitgestein zu finden. Man findet sie vor allem in Bergkiefernbeständen, in trockenen Waldkiefern-, Lärchen- und Schwarzkieferwäldern (ist beispielsweise dort namensgebend für den Schneeheidekiefernwald, Erico-Pinetum) sowie kleinflächig in eigenen, von ihr dominierten Zwergstrauchheiden im Bereich der Waldgrenze. In die untersten Bereiche der kalkalpinen Blaugras-Horstseggenrasen reicht sie noch hinein.
Die ökologischen Zeigerwerte nach Landolt et al. 2010 sind in der Schweiz: Feuchtezahl F = 2 (mäßig trocken), Lichtzahl L = 3 (halbschattig), Reaktionszahl R = 4 (neutral bis basisch), Temperaturzahl T = 2 (subalpin), Nährstoffzahl N = 2 (nährstoffarm), Kontinentalitätszahl K = 4 (subkontinental).

## Taxonomie
Die Erstveröffentlichung von Erica carnea erfolgte 1753 durch Carl von Linné. Der Name Erica carnea L. nom. cons. wurde gegenüber Erica herbacea L. nom. rej. konserviert. Ein weiteres Synonym für Erica carnea L. nom. cons. ist Erica mediterranea L.

## Inhaltsstoffe
Die Blätter der Schneeheide enthalten Ericolin und Arbutin.

## Verwendung als Zierpflanze

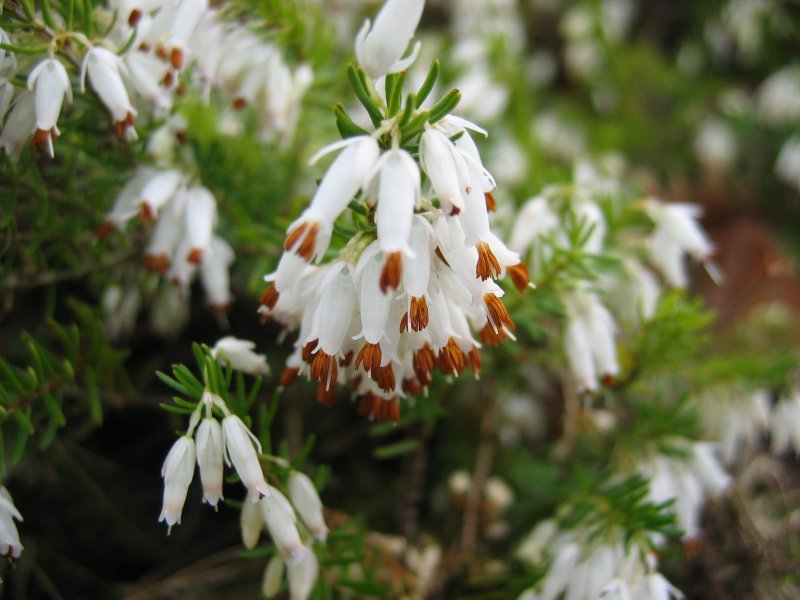
Die Sorte ‘Flavour Alba’ (Erica carnea var. alba)

Als Zierpflanze in Parks und Gärten ist sie ein idealer Bodendecker an sonnigen bis halbschattigen Standorten, der zu einer sonst sehr blütenarmen Zeit reichlich Blüten trägt. Ihre volle Wirkung entfaltet die Schneeheide, wenn sie in größeren zusammenhängenden Flächen gepflanzt wird. Als Zierpflanze wird sie seit dem frühen 19. Jahrhundert im Garten verwendet. Die verschiedenen Sorten, deren Blütenfarben von Weiß bis Purpurrot reichen, wurden hauptsächlich in England gezüchtet. Es wurden Sorten mit auffälligen Laubfarben selektiert.

## Trivialnamen
Für die Schneeheide bestehen bzw. bestanden auch die weiteren deutschsprachigen Trivialnamen: Bröl (Graubünden im Unterengadin), Brüsch (St. Gallen bei Sargans), Brui (Graubünden bei Oberhalbstein), Bruuch (Graubünden) rote Grampen (Tirol), Haadach (Kärnten, Tirol), Riblehard (Allgäu), Sendach (Kärnten) und Senden (Tirol).